# Omaloplia labrata
Omaloplia labrata är en skalbaggsart som beskrevs av Hermann Burmeister 1855. Omaloplia labrata ingår i släktet Omaloplia och familjen Melolonthidae. Inga underarter finns listade i Catalogue of Life.